# Baron Aberdare

Armes des barons d'Aberdare.

Baron Aberdare est un titre de la pairie du Royaume-Uni.

## Histoire
Ce titre est créé le 23 août 1873 par la reine Victoria pour Henry Bruce, un homme politique libéral qui a occupé le poste de Secrétaire d'État à l'Intérieur de 1868 à 1873. Ce titre héréditaire s'est transmis à ses descendants, parmi lesquels son petit-fils Clarence, membre du Comité international olympique, et son arrière-petit-fils Morys, ministre sans portefeuille au sein du gouvernement Heath et membre du Conseil privé en 1974.
Après l'entrée en vigueur du House of Lords Act 1999, le baron Aberdare fait partie des quatre-vingt-douze pairs héréditaires autorisés à continuer à siéger à la Chambre des lords. Morys Bruce y siège jusqu'à sa mort, en 2005, puis son fils Alastair est élu pour y siéger en 2009.

## Liste des barons Aberdare
1. Henry Austin Bruce (1815-1895)
2. Henry Campbell Bruce (1851-1914), fils du précédent
3. Clarence Napier Bruce (1885-1957), fils du précédent
4. Morys George Lyndhurst Bruce (1919-2005), fils du précédent
5. Alastair Bruce (5e baron Aberdare) (né en 1947), fils du précédent